# Ažbe Jug
Ažbe Jug, slovenski nogometaš, * 3. marec 1992, Maribor.
Jug je profesionalni nogometaš, ki igra na položaju vratarja. Od leta 2020 je član slovenskega kluba Maribor. Pred tem je branil za slovenski Interblock, francoski Bordeaux, portugalski Sporting CP in nizozemsko Fortuno Sittard. Z Bordeauxem je osvojil francoski pokal leta 2013, s Sportingom pa portugalski superpokal leta 2015. Skupno je v prvi slovenski ligi odigral več kot 85 tekem. Bil je tudi član slovenske reprezentance do 15, 16, 17, 19, 20 in 21 let.